# Boks na Igrzyskach Afroazjatyckich 2003
Boks na Igrzyskach Afroazjatyckich 2003 – zawody bokserskie przeprowadzone podczas igrzysk afroazjatyckich w 2003 roku. Pierwsze w historii igrzyska afroazjatyckie trwały od 24 października do 1 listopada, zawody bokserskie od 25 października do 31 października. Zawodnicy rywalizowali w jedenastu kategoriach wagowych, a w każdej kategorii czterech zawodników stawało na podium. Inauguracyjne igrzyska odbyły się w indyjskim mieście Hajdarabad.

## Medaliści
| Kategoria wagowa              | Złoto               | Srebro                 | Brąz                                |
| Waga papierowa (−48 kg)       | Harry Tañamor       | Mohamed Ali Qamar      | Endalkachew Kebede Serik Sikimbayev |
| Waga musza (−51 kg)           | Akhil Kumar         | Violito Payla          | Paulus Ambunda Kim Ki-suk           |
| Waga kogucia (−54 kg)         | Bohodirion Sultanov | Diwakar Prasad         | Kim Won-il Malik Bouziane           |
| Waga piórkowa (−57 kg)        | Muideen Ganiyu      | Anthresh Lalit Lakra   | Daniel Tadele Seok Hwan-cho         |
| Waga lekka (−60 kg)           | Dilshod Mahmudov    | Baik Jong-sub          | Reji Ramanand Roel Laguna           |
| Waga lekkopółśrednia (−64 kg) | Bakyt Särsekbajew   | Vijender Singh         | Nurzhan Karimzhanov Asghar Ali Shah |
| Waga półśrednia (−69 kg)      | Mohamed Hikal       | Baktijar Artajew       | Benamar Meskine Kim Jung-joo        |
| Waga średnia (−75 kg)         | Utkirbek Haydarov   | Ahmed Ali Makharali    | Parvinder Singh Nabil Kassel        |
| Waga półciężka (−81 kg)       | Jitender Kumar      | Bejbut Szumenow        | Joseph Lubega Ikrom Berdiew         |
| Waga ciężka (−91 kg)          | Emmanuel Izonritei  | Varghese Johnson       | Mohamed El-Sayed Sergey Mixaylov    |
| Waga super-ciężka (+91 kg)    | Rustam Saidow       | Muchtarchan Dyldäbekow | Gbenga Oloukun Harpal Singh         |

## Tabela medalowa
| Pozycja | Państwo          |    |    |    | Łącznie |
| ------- | ---------------- | -- | -- | -- | ------- |
| 1       | Uzbekistan       | 5  | 0  | 2  | 7       |
| 2       | Indie            | 2  | 5  | 3  | 10      |
| 3       | Nigeria          | 2  | 0  | 1  | 3       |
| 4       | Filipiny         | 1  | 1  | 1  | 3       |
| 5       | Egipt            | 1  | 0  | 1  | 2       |
| 6       | Kazachstan       | 0  | 3  | 1  | 4       |
| 7       | Korea Południowa | 0  | 1  | 5  | 6       |
| 8       | Pakistan         | 0  | 1  | 1  | 2       |
| 9       | Algieria         | 0  | 0  | 3  | 3       |
| 10      | Etiopia          | 0  | 0  | 2  | 2       |
| 11      | Namibia          | 0  | 0  | 1  | 1       |
| 11      | Uganda           | 0  | 0  | 1  | 1       |
| Łącznie | Łącznie          | 11 | 11 | 22 | 44      |